# Жоазіно Вієйра Ко
Жоазіно Вієйра Ко (10 серпня 1963, Біхіміті, Біомбо, Португальська Гвінея) — адвокат, дипломат і політик Гвінеї-Бісау. Міністр закордонних справ Гвінеї-Бісау (2002—2003).

## Життєпис
Ко був деякий час послом у Португалії у 2002 році та змінив на посаді міністра закордонних справ Філомени Маскаренхи 18 листопада 2002 року в кабінеті прем'єр-міністра Маріо Піреса. 4 липня 2003 року на цій міністерській посаді його замінив Фатумата Джау Бальде і знову зайняв посаду посла в Португалії, яку він обіймав до 2006 року.

## Автор праць
- Дії міжнародних організацій для Африки, зокрема для колишніх португальських колоній в Африці / Жоазіно Вієйра Ко. - Рим: Африканська міждисциплінарна організація, 1996. - 202 с. ; 24 см[5]